# دانشگاه تالین
دانشگاه تالین (به استونیایی: Tallinna Ülikool) سومین دانشگاه بزرگ کشور استونی است که در شهر تالین قرار دارد.
این دانشگاه که در سال ۲۰۰۵ میلادی تأسیس شده‌است بیش از ۹۵۰۰ دانشجو دارد و در ۶ زمینه علوم تربیتی، علوم انسانی، هنر، علوم طبیعی، علوم اجتماعی و پزشکی فعالیت می‌کند.